# 29ª edizione della Agon Cup
La 29ª edizione dell'Agon Cup è una competizione goistica professionistica giapponese, che si è disputa dal 21 aprile al 1º ottobre 2022, e che è stata vinta da Hirata Tomoya, giunto alla vittoria dopo essersi qualificato attraverso il torneo preliminare.

## Organizzazione
La competizione è organizzata dalla Nihon Ki-in con la collaborazione della Kansai Ki-in; gli sponsor sono le testate giornalistiche Mainichi Shinbun e The Kyoto Shinbun, mentre lo sponsor speciale, che battezza anche la competizione, è la setta religiosa Agon Shu.

## Svolgimento

### Torneo preliminare
Un torneo preliminare disputato tra aprile e giugno ha visto incontrarsi 34 goisti, selezionandone 13 per l'accesso al torneo finale. I qualificati sono stati:
- Ichiriki Ryo Kisei, vincitore nel 2018 e finalista nel 2019
- Cho U 9d, vincitore di 5 edizioni (2006–08, 2012, 2019), secondo arrivato in 3 edizioni (2002, 2003, 2009)
- Hane Naoki 9d, vincitore nel 2004 e 2009, secondo arrivato nel 2006
- Murakawa Daisuke 9d, vincitore nel 2013
- Shibano Toramaru 9d, finalista nel 2018
- Yuki Satoshi 9d
- Hirata Tomoya 9d
- Motoki Katsuya 8d
- Rin Kanketsu 8d
- Koike Yoshihiro 7d
- Sada Atsushi 7d
- Son Makoto 7d
- Oomote Takuto 3d

Al torneo preliminare ha partecipato una delle migliori goiste giapponesi, Ueno Asami 4d, eliminata da Yuki Satoshi.

### Torneo principale
Al torneo principale a eliminazione diretta accedono i 13 qualificati tramite il torneo preliminare più 6 teste di serie, ovvero:
- Kyo Kagen Agon, vincitore dell'edizione precedente;
- Iyama Yuta Honinbo, finalista dell'edizione precedente, nonché vincitore di 5 edizioni dell'Agon e finalista delle ultime due edizioni;
- Seki Kotaro Tengen, semifinalista dell'edizione precedente;

|  | Primo turno         | Primo turno         | Primo turno |  |  | Quarti di finale    | Quarti di finale    | Quarti di finale   |       |                    | Semifinali         | Semifinali         | Semifinali |  |  | Finale | Finale | Finale |
|  |                     |                     |             |  |  |                     |                     |                    |       |                    |                    |                    |            |  |  |        |        |        |
|  | Murakawa Daisuke 9d | Murakawa Daisuke 9d | N+R         |  |  |                     |                     |                    |       |                    |                    |                    |            |  |  |        |        |        |
|  | Hane Naoki 9d       | Hane Naoki 9d       |             |  |  | Murakawa Daisuke 9d | Murakawa Daisuke 9d |                    |       |                    |                    |                    |            |  |  |        |        |        |
|  | Koike Yoshihiro 7d  | Koike Yoshihiro 7d  |             |  |  | Seki Kotaro Tengen  | Seki Kotaro Tengen  | B+R                |       |                    |                    |                    |            |  |  |        |        |        |
|  | Seki Kotaro Tengen  | Seki Kotaro Tengen  | N+R         |  |  |                     |                     |                    |       | Seki Kotaro Tengen | Seki Kotaro Tengen |                    |            |  |  |        |        |        |
|  | Shibano Toramaru 9d | Shibano Toramaru 9d |             |  |  |                     | Iyama Yuta Honinbo  | Iyama Yuta Honinbo | N+1,5 |                    |                    |                    |            |  |  |        |        |        |
|  | Iyama Yuta Honinbo  | Iyama Yuta Honinbo  | N+R         |  |  | Iyama Yuta Honinbo  | Iyama Yuta Honinbo  | N+R                |       |                    |                    |                    |            |  |  |        |        |        |
|  | Cho U 9d            | Cho U 9d            |             |  |  | Motoki Katsuya 8d   | Motoki Katsuya 8d   |                    |       |                    |                    |                    |            |  |  |        |        |        |
|  | Motoki Katsuya 8d   | Motoki Katsuya 8d   | N+R         |  |  |                     |                     |                    |       |                    | Iyama Yuta Honinbo | Iyama Yuta Honinbo |            |  |  |        |        |        |
|  | Sada Atsushi 7d     | Sada Atsushi 7d     | N+1,5       |  |  |                     | Hirata Tomoya 9d    | Hirata Tomoya 9d   | B+1,5 |                    |                    |                    |            |  |  |        |        |        |
|  | Kyo Kagen Agon      | Kyo Kagen Agon      |             |  |  | Sada Atsushi 7d     | Sada Atsushi 7d     |                    |       |                    |                    |                    |            |  |  |        |        |        |
|  | Yuki Satoshi 9d     | Yuki Satoshi 9d     |             |  |  | Ichiriki Ryo Kisei  | Ichiriki Ryo Kisei  | N+R                |       |                    |                    |                    |            |  |  |        |        |        |
|  | Ichiriki Ryo Kisei  | Ichiriki Ryo Kisei  | B+4,5       |  |  |                     |                     |                    |       | Ichiriki Ryo Kisei | Ichiriki Ryo Kisei |                    |            |  |  |        |        |        |
|  | Hirata Tomoya 9d    | Hirata Tomoya 9d    | N+R         |  |  |                     | Hirata Tomoya 9d    | Hirata Tomoya 9d   | B+R   |                    |                    |                    |            |  |  |        |        |        |
|  | Son Makoto 7d       | Son Makoto 7d       |             |  |  | Hirata Tomoya 9d    | Hirata Tomoya 9d    | N+R                |       |                    |                    |                    |            |  |  |        |        |        |
|  | Rin Kanketsu 8d     | Rin Kanketsu 8d     | B+R         |  |  | Rin Kanketsu 8d     | Rin Kanketsu 8d     |                    |       |                    |                    |                    |            |  |  |        |        |        |
|  | Oomote Takuto 3d    |                     |             |  |  |                     |                     |                    |       |                    |                    |                    |            |  |  |        |        |        |